# Анрі Файоль
Анрі́ Файо́ль (фр. Henri Fayol; 29 липня 1841 — 19 листопада 1925) — французький гірничий інженер, теоретик і практик менеджменту, засновник адміністративної (класичної) школи управління.

## Біографія
Файоль народився у 1841 році в передмісті Стамбула в Туреччині, де його батько керував будівництвом моста через бухту Золотий Ріг. В 1847 році його сім'я повернулася додому до Франції. Закінчивши в 1860 рік у Гірську школу Сент-Етьєн а, він влаштувався на роботу в гірничодобувну компанію Compagnie de Commentry-Fourchambeau-Decazeville, в якій з 1888 по 1918 рік займав пост керівника. В 1916 рік році, всього через кілька років після публікації Тейлором своєї теорії наукової організації праці, Файоль опублікував роботу «Загальне і промислове управління» (фр. Administration Industrielle et Générale). У своїй книзі Файоль узагальнював напрацьовані ним схеми управління, створюючи логічно струнку систематичну теорію менеджменту.

## Управлінська концепція
Файоль виділяє п'ять функцій менеджменту, що представляють собою самостійні напрямки, але в той же час пов'язані з іншими напрямками процесу управління
Принципи управління за Файолем:
1. Поділ праці — передоручення працівникам окремих операцій і, як наслідок, підвищення продуктивності праці, з огляду на те, що персонал отримує можливість зосередження своєї уваги.
2. Влада і відповідальність — право віддавати накази повинно бути врівноважено відповідальністю за їх наслідки.
3. Дисципліна — необхідність дотримання правил, встановлених всередині організації. Для підтримки дисципліни необхідна наявність на всіх рівнях керівників, здатних застосовувати адекватні санкції до порушників порядку.
4. Єдиноначальність — кожен працівник звітує тільки перед одним керівником і тільки від нього отримує розпорядження.
5. Єдність дій — група працівників повинна працювати тільки за єдиним планом, спрямованому на досягнення однієї мети.
6. Підпорядкованість інтересів — інтереси працівника або групи працівників не повинні ставитися вище за інтереси організації.
7. Винагорода — наявність справедливих методів стимулювання працівників.
8. Централізація — природний порядок в організації, що має керуючий центр. Ступінь централізації залежить від кожного конкретного випадку.
9. Ієрархія — організаційна ієрархія, яка не повинна порушуватися, але яку, в міру можливості, необхідно скоротити, щоб уникнути шкоди.
10. Порядок — певне місце для кожної особи і кожна особа на своєму місці.
11. Справедливість — повага і справедливість адміністрації до підлеглих, поєднання доброзичливості та правосуддя.
12. Стабільність персоналу — плинність кадрів послаблює організацію і є наслідком поганого менеджменту.
13. Ініціатива — надання можливості прояву особистої ініціативи працівникам.
14. Корпоративний дух — згуртованість працівників, єдність сили.